# Azzano San Paolo
Azzano San Paolo is een gemeente in de Italiaanse provincie Bergamo (regio Lombardije) en telt 7309 inwoners (31-12-2004). De oppervlakte bedraagt 4,2 km², de bevolkingsdichtheid is 1746,08 inwoners per km².

## Demografie
Azzano San Paolo telt ongeveer 2867 huishoudens. Het aantal inwoners steeg in de periode 1991-2001 met 6,7% volgens cijfers uit de tienjaarlijkse volkstellingen van ISTAT.

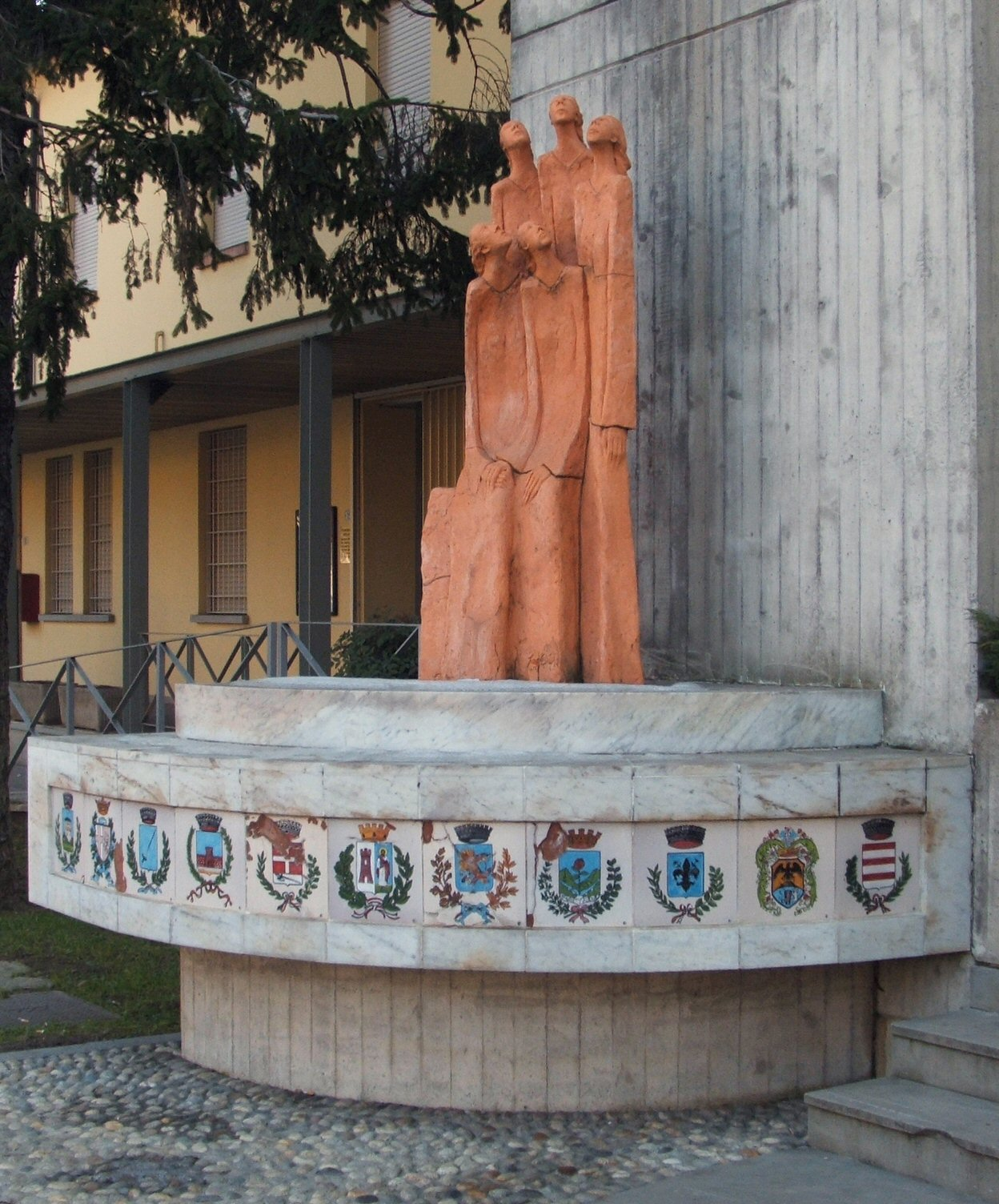
Monument

| Jaar | Inwoneraantal |
| ---- | ------------- |
| 1991 | 6346          |
| 2001 | 6769          |
| 2004 | 7309          |

## Geografie
De gemeente ligt op ongeveer 211 m boven zeeniveau.
Azzano San Paolo grenst aan de volgende gemeenten: Bergamo, Orio al Serio, Stezzano, Zanica.